# مفوضية الاتحاد الإفريقي
مفوضية الاتحاد الإفريقي تعتبر الأمانة العامة في الاتحاد الإفريقي، و على غرار المفوضية الأوروبية، تمثل هذه المفوضية الجهاز التنفيذي للاتحاد.

أعضاء المفوضية الجملي هو 10 أشخاص حيث يوجد رئيس ونائب رئيس وثمانية مفوضين. دور المفوضية الرئيس هو تمثيل الاتحاد الإفريقي والدفاع عن مصالحه تحت رعاية المؤتمر (جمعية رؤساء الدول والحكومات) و المجلس التنفيذي.

و تتمثل مهمة اللجنة في أن تكون محركا للتكامل الإفريقي ومواكبة عملية التنمية في القارة بالتعاون مع الدول الأعضاء في الاتحاد، ومع المجموعات الاقتصادية الإقليمية والمواطنين الأفارقة.

المبادئ التوجيهية لعمل المفوضية هي التبعية والتكامل لجميع الهيئات والمنظمات و المجموعات الإقلمية والدول الأعضاء في الاتحاد الإفريقي، إضافة إلى التنسيق والتعاون مع الجميع للوصول إلى الأهداف المرجوة وتحقيق سياسات الاتحاد.

## الهيكلة
تتكون المفوضية من 10 أعضاء بينهم الرئيس ونائبه، وثمانية مفوضين حيث لكل واحد منهم مهمة في المفوضية وهم:
- مفوض السلم والأمن
- مفوض الشؤون السياسية
- مفوض البنى التحتية والطاقة
- مفوض الشؤون الإجتماعية
- مفوض الموارد البشرية والعلم والتكنولوجيا
- مفوض التجارة والصناعة
- مفوض الاقتصاد الريفي والزراعة
- مفوض الشؤون الإقتصادية
- مفوض الشؤون القانونية
- مفوض المرأة ومسائل الجنسين والتنمية
- مفوض مديرية المجتمع المدني والإفريقيون في المهجر

## مقالات ذات صلة
- الاتحاد الإفريقي